# Sultan-Sandschar-Mausoleum
Das Sultan-Sandschar-Mausoleum ist ein Gebäude aus dem Jahr 1157, das zu der UNESCO-Welterbestätte Ruinen des alten Merw gehört.

## Beschreibung
Das Mausoleum besitzt eine quadratische Grundfläche mit einer Seitenlänge von 27 Metern. Auf dem zweistöckigen Unterbau befand sich eine 17 Meter hohe Kuppel, die mit türkisfarbenen Ziegeln bedeckt war. Die Kuppel, deren äußere Hülle im Laufe der Jahrhunderte zerstört wurde, gilt als erste zweischalige Kuppel in Zentralasien. Das Gebäude ruht auf einem sechs Meter tiefen Fundament, das das Gebäude erdbebensicher machte. Die massiven Wände haben eine Dicke von mehr als drei Metern. Das Gebäude verfügt über zwei Eingänge, einen Haupteingang im Osten und einen weiteren im Westen, von wo aus auch die Galerie rund um die Kuppel erreicht werden kann. In der Mitte der Kuppel befanden sich der achtzackige Seldschukenstern und eine kleine Öffnung nach außen, die Gegenstand einer Legende ist (s. unten). Im Inneren des Mausoleums befindet sich ein Kenotaph, das an Sultan Sandschar erinnert. Dessen Leichnam wurde vor der mongolischen Invasion an einen unbekannten Ort gebracht. 

## Geschichte
Sultan Ahmad Sandschar war von 1118 bis 1157 letzter Sultan der Seldschuken, dessen lange und erfolgreiche Regierungszeit erst durch die Niederlage in der Schlacht in der Katwansteppe im Niedergang des Seldschuken-Reichs mündete. Ursprünglich befand sich das Mausoleum nicht isoliert, sondern war Teil eines größeren Gebäudekomplexes mit religiöser Bedeutung, zu der auch eine Moschee gehörte. Im Jahr 1221 wurde Merw von den Mongolen unter Tolui Khan eingenommen und das Mausoleum wurde größtenteils zerstört.
1937 erfolgten Ausgrabungen rund um das Mausoleum. Im Rahmen von Ausgrabungen im Jahr 1996 wurden Überreste eines Basars und einer Karawanserei in der Umgebung des Mausoleums freigelegt. Im Jahr 1994 begannen ausführliche Restaurierungsmaßnahmen am Mausoleum, das nach zehnjähriger Arbeit türkischer und turkmenischer Experten wieder zugänglich gemacht werden konnte.

## Legende
Das Mausoleum ist Gegenstand einer Legende: Sultan Sandschar verliebte sich in ein Mädchen, das unter drei Bedingungen bereit war, seine Frau zu werden. Der Sultan sollte ihr nicht beim Kämmen zusehen, nie ihre Füße erblicken und sie niemals umarmen. Als er sich nicht mehr beherrschen konnte und seine Frau schließlich doch umarmte, bemerkte er, dass sie keine Knochen hatte. Bestürzt über den Bruch seines Versprechens verließ die Frau den Sultan und bot ihm lediglich an, dass er für sie ein Schloss mit einem Loch in der Kuppel bauen solle, wo sie jeden Freitag hinkäme. Dies tat der Sultan und sah seine Frau auf diese Weise wöchentlich, bis der Sultan starb. Aus Liebe hatte er angeordnet, sich in jenem Schloss begraben zu lassen, sodass es zu seinem Mausoleum wurde.